# Helena Rufat i Casals
Helena Rufat i Casals (Torrelameu, la Noguera, 14 de juliol de 1967) és una escriptora catalana. Actualment viu a Mollerussa. És llicenciada en Filologia Catalana i fa de professora d'institut a Bellcaire d'Urgell. Va començar a escriure ficció fa pocs anys. Després de guanyar diversos premis, és coneguda pel llibre Una història d'amor, la seva primera novel·la. Ha publicat un text sobre Josep Maria Castellet i els contes "L'olor de la palla" dins La darrera carta i altres narracions (2010) i "L'home afortunat" dins Woman secret's i altres narracions (2011).
Al 2019 va publicar la seva segona novel·la, Tardes de bar, sota el segell de Pagès Editors.
El març de 2021 publica el seu primer poemari, Les Certeses, després de guanyar el XI Premi Nit de Poesia al carrer de l’Ametlla de Mar al 2020.
Al novembre de 2024 publica la novel·la Les Ànimes fidels, amb la qual guanya el Premi Joanot Martorell de narrativa.